# Jonas Jonsson (Sportschütze)
Jonas Engelbrekt Jonsson (* 27. Oktober 1903 in Hanebo; † 12. Januar 1996 in Norrköping) war ein schwedischer Sportschütze.

## Erfolge
Jonas Jonsson nahm an den Olympischen Spielen 1948 in London im Wettbewerb mit dem Kleinkalibergewehr im liegenden Anschlag über 50 m teil. In sechs Durchgängen à zehn Schuss erzielte er dreimal die vollen 100 Punkte sowie dreimal 99 Punkte, sodass er auf 597 Gesamtpunkte kam und den dritten Platz belegte. Er erhielt damit hinter Arthur Cook und Walter Tomsen die Bronzemedaille.
1939 wurde er in Luzern mit der Mannschaft im liegenden Anschlag mit dem Kleinkalibergewehr Vizeweltmeister. Acht Jahre darauf gelang ihm in Stockholm in dieser Disziplin der Titelgewinn, während er im Mannschaftswettbewerb des stehenden Anschlags ebenso Zweiter wurde wie im Einzel des liegenden Anschlags. Im knienden Anschlag wurde er mit der Mannschaft Dritter. 1949 belegte er in Buenos Aires im Dreistellungskampf mit der Mannschaft den zweiten Platz. In der Disziplin mit dem Freien Gewehr gewann er sowohl in der Einzel- als auch in der Mannschaftskonkurrenz im Dreistellungskampf die Bronzemedaille.